# Црква Бојана
Црква Бојана или Црква светог Николе и Пантелејмона (буг. Бојанската црква „Св. св. Никола и Пантелејмон“) је средњовековна бугарска црква која се налази у предграђу Бојана на југоистоку града Софија. Црква се састоји од три зграде, грађене у 10. веку, 13. веку и 19. веку.

## Историја
Црква дугује своју светску славу фрескама из 1259. године. Оне се налазе у другом слоју преко слика из ранијих векова и представљају један од најпотпунијих и изванредно сачуваних споменика источноевропске средњовековне уметности. На зидовима цркве осликано је 89 сцена са 240 људских фигура. Сликар је још непознат, али потиче од сликара који су обучавани у Трновској сликарској школи.
Укупно 18 сцена у нартексу осликавају живот светог Николе. На фрескама се препознају детаљи из свакодневног живота. У „Чуду на мору“ брод и шешири морнара подсећају на млетачку флоту. Портрети ктитора цркве – Калојана и Десиславе, као и бугарског цара Константина Тиха и царице Ирине су међу најинтересантнијим и најживотнијим фрескама у цркви.
Године 1255. постављен је натпис у тој тзв. „Бојанској цркви”, по којем је исту подигао Калојан „севастократор, братучед царев, унук светога Стефана краља српскога”. Са десне стране у цркви је натпис који говори о смрти Алимира војводе, Витомировог сина 1345. године.
Црква је укључена на УНЕСКО-ву листу Светске баштине 1979. године.
Црква је данас аклиматизована на 17-18 °C. Групе туриста могу да остану у цркви максимално 15 минута. Зградом управља Народно-историјски музеј Бугарске, који је цркву, након рестаурације, отворио 2. октобра 2008.